# Réseau express métropolitain
| |                      |                               |                               |
| Streckenlänge: | 67 km                |                               |                               |
| Spurweite: | 1435 mm (Normalspur) |                               |                               |
| Stromsystem: | 1500 V =             |                               |                               |
| Streckengeschwindigkeit: | 100 km/h             |                               |                               |
| |                      |                               |                               |
| \| \| \| Betriebswerk Saint-Eustache \| \| \| \| \| Deux-Montagnes \| \| \| \| \| Grand-Moulin \| \| \| \| \| Rivière des Mille Îles \| \| \| \| \| Sainte-Dorothée \| \| \| \| \| Rivière des Prairies \| \| \| \| \| Île-Bigras \| \| \| \| \| Rivière des Prairies \| \| \| \| \| Pierrefonds-Roxboro \| \| \| \| \| Sunnybrooke \| \| \| \| \| Anse-à-l’Orme \| \| \| \| \| Kirkland \| \| \| \| \| Fairview–Pointe-Claire \| \| \| \| \| Des Sources \| \| \| \| \| YUL-Aéroport-Montréal-Trudeau \| \| \| \| \| Marie-Curie \| \| \| \| \| \| \| \| \| \| \| \| \| \| \| \| \| \| \| \| \| \| \| \| \| Autoroute 13 \| \| \| \| \| Bois-Franc \| \| \| \| \| Du Ruisseau \| \| \| \| \| Montpellier \| \| \| \| \| Côte-de-Liesse \| \| \| \| \| Autoroute 40 \| \| \| \| \| Ville-de-Mont-Royal \| \| \| \| \| Canora \| \| \| \| \| Mont-Royal-Tunnel \| \| \| \| \| Édouard-Montpetit \| \| \| \| \| McGill \| \| \| \| \| Gare Centrale \| \| \| \| \| \| \| \| \| \| Griffintown–Bernard-Landry \| \| \| \| \| Lachine-Kanal \| \| \| \| \| \| \| \| \| \| Sankt-Lorenz-Strom \| \| \| \| \| Île-des-Sœurs \| \| \| \| \| Sankt-Lorenz-Strom \| \| \| \| \| Panama \| \| \| \| \| Du Quartier \| \| \| \| \| Autoroute 30 \| \| \| \| \| Brossard \| \| \| \| \| Depot Brossard \| \| |                      |                               |                               |
| U-Bahn-Betriebsstelle Streckenanfang (Strecke außer Betrieb) |                      | Betriebswerk Saint-Eustache   | Betriebswerk Saint-Eustache   |
| U-Bahn-Bahnhof (Strecke außer Betrieb) |                      | Deux-Montagnes                | Deux-Montagnes                |
| U-Bahn-Haltepunkt / Haltestelle (Strecke außer Betrieb) |                      | Grand-Moulin                  | Grand-Moulin                  |
| U-Bahn-Brücke über Wasserlauf (Strecke außer Betrieb) |                      | Rivière des Mille Îles        | Rivière des Mille Îles        |
| U-Bahn-Haltepunkt / Haltestelle (Strecke außer Betrieb) |                      | Sainte-Dorothée               | Sainte-Dorothée               |
| U-Bahn-Brücke über Wasserlauf (Strecke außer Betrieb) |                      | Rivière des Prairies          | Rivière des Prairies          |
| U-Bahn-Haltepunkt / Haltestelle (Strecke außer Betrieb) |                      | Île-Bigras                    | Île-Bigras                    |
| U-Bahn-Brücke über Wasserlauf (Strecke außer Betrieb) |                      | Rivière des Prairies          | Rivière des Prairies          |
| U-Bahn-Haltepunkt / Haltestelle (Strecke außer Betrieb) |                      | Pierrefonds-Roxboro           | Pierrefonds-Roxboro           |
| U-Bahn-Haltepunkt / Haltestelle (Strecke außer Betrieb) |                      | Sunnybrooke                   | Sunnybrooke                   |
| U-Bahn-Kopfbahnhof Anfang Hochstrecke (Strecke außer Betrieb) · U-Bahn-Strecke (außer Betrieb) |                      | Anse-à-l’Orme                 | Anse-à-l’Orme                 |
| U-Bahn-Haltepunkt / Haltestelle (Strecke außer Betrieb) · U-Bahn-Strecke (außer Betrieb) |                      | Kirkland                      | Kirkland                      |
| U-Bahn-Haltepunkt / Haltestelle (Strecke außer Betrieb) · U-Bahn-Strecke (außer Betrieb) |                      | Fairview–Pointe-Claire        | Fairview–Pointe-Claire        |
| U-Bahn-Haltepunkt / Haltestelle (Strecke außer Betrieb) · U-Bahn-Strecke (außer Betrieb) |                      | Des Sources                   | Des Sources                   |
| U-Bahn-Kopfbahnhof Streckenanfang (Strecke außer Betrieb) (im Tunnel) · U-Bahn-Strecke (außer Betrieb) · U-Bahn-Strecke (außer Betrieb) |                      | YUL-Aéroport-Montréal-Trudeau | YUL-Aéroport-Montréal-Trudeau |
| U-Bahn-Haltepunkt / Haltestelle (Strecke außer Betrieb) (im Tunnel) · U-Bahn-Strecke (außer Betrieb) · U-Bahn-Strecke (außer Betrieb) |                      | Marie-Curie                   | Marie-Curie                   |
| U-Bahn-Tunnelende · U-Bahn-Strecke (außer Betrieb) · U-Bahn-Strecke (außer Betrieb) |                      |                               |                               |
| U-Bahn-Strecke (außer Betrieb) |                      |                               |                               |
| U-Bahn-Strecke Ende Hochstrecke (außer Betrieb) · U-Bahn-Strecke (außer Betrieb) |                      |                               |                               |
| |                      |                               |                               |
| |                      | Autoroute 13                  |                               |
| U-Bahn-Haltepunkt / Haltestelle (Strecke außer Betrieb) |                      | Bois-Franc                    | Bois-Franc                    |
| U-Bahn-Haltepunkt / Haltestelle (Strecke außer Betrieb) |                      | Du Ruisseau                   | Du Ruisseau                   |
| U-Bahn-Haltepunkt / Haltestelle (Strecke außer Betrieb) · Strecke von links |                      | Montpellier                   | Montpellier                   |
| |                      | Côte-de-Liesse                |                               |
| |                      | Autoroute 40                  |                               |
| U-Bahn-Haltepunkt / Haltestelle (Strecke außer Betrieb) |                      | Ville-de-Mont-Royal           | Ville-de-Mont-Royal           |
| U-Bahn-Haltepunkt / Haltestelle (Strecke außer Betrieb) |                      | Canora                        | Canora                        |
| U-Bahn-Tunnelanfang (Strecke außer Betrieb) |                      | Mont-Royal-Tunnel             | Mont-Royal-Tunnel             |
| U-Bahn-Bahnhof (Strecke außer Betrieb) (im Tunnel) |                      | Édouard-Montpetit             | Édouard-Montpetit             |
| U-Bahn-Bahnhof (Strecke außer Betrieb) (im Tunnel) |                      | McGill                        | McGill                        |
| Kopfbahnhof Streckenanfang · U-Bahn-Kopfbahnhof Strecke bis hier außer Betrieb (im Tunnel) |                      | Gare Centrale                 | Gare Centrale                 |
| Strecke · U-Bahn-Tunnelende |                      |                               |                               |
| Strecke · ehemaliger U-Bahn-Haltepunkt / Haltestelle |                      | Griffintown–Bernard-Landry    | Griffintown–Bernard-Landry    |
| Brücke über Wasserlauf · U-Bahn-Strecke unter Wasserlauf |                      | Lachine-Kanal                 | Lachine-Kanal                 |
| Abzweig quer, nach links und nach rechts · U-Bahn-Kreuzung mit Eisenbahn |                      |                               |                               |
| U-Bahn-Strecke unter Wasserlauf Ende Hochstrecke |                      | Sankt-Lorenz-Strom            | Sankt-Lorenz-Strom            |
| U-Bahn-Haltepunkt / Haltestelle |                      | Île-des-Sœurs                 | Île-des-Sœurs                 |
| U-Bahn-Brücke über Wasserlauf |                      | Sankt-Lorenz-Strom            | Sankt-Lorenz-Strom            |
| U-Bahn-Haltepunkt / Haltestelle |                      | Panama                        | Panama                        |
| U-Bahn-Haltepunkt / Haltestelle |                      | Du Quartier                   | Du Quartier                   |
| |                      | Autoroute 30                  |                               |
| U-Bahn-Betriebsstelle Streckenanfang · U-Bahn-Bahnhof |                      | Brossard                      | Brossard                      |
| U-Bahn-Strecke nach links · U-Bahn-Strecke nach rechts |                      | Depot Brossard                | Depot Brossard                |

Der Réseau express métropolitain (REM) ist ein Schienenverkehrssystem in der Metropolregion der kanadischen Millionenstadt Montreal, der in der Form einer fahrerlosen Leicht-U-Bahn errichtet wurde. Der erste Abschnitt ging am 28. Juli 2023 in Betrieb. Weitere sollen in den Jahren 2024 und 2027 folgen. Wenn vollständig, wird das REM einerseits die seit 1918 bestehende Vorortbahnstrecke des Verkehrsunternehmens exo durch den Mont-Royal-Tunnel nach Deux-Montagnes übernehmen, andererseits wird er auch neue Streckenabschnitte in der Region West Island und am Südufer des Sankt-Lorenz-Stroms umfassen. Ebenfalls angebunden wird der Flughafen Montréal-Trudeau.
Die Kosten für das 67 Kilometer lange Streckennetz werden auf 6,3 Milliarden CAD geschätzt. Verwirklicht wird das Projekt durch CDPQ Infra, eine Tochtergesellschaft der Caisse de dépôt et placement du Québec. Der Betrieb wird vollständig automatisiert erfolgen, unabhängig von der bestehenden Metro Montreal. Nach dem Mass Rapid Transit in Singapur, der Metro Riad, dem SkyTrain in Vancouver und der Metro Dubai wäre das REM das fünftlängste automatisierte Verkehrssystem der Welt.

## Strecke
Wichtigster Bestandteil des zukünftigen REM-Streckennetzes ist die seit 1918 bestehende Strecke vom Gare Centrale nach Deux-Montagnes, die zu den Montrealer Vorortbahnen gehört und deren Trasse für den automatischen Betrieb vollständig umgebaut wird. Sie wird ostwärts um eine Verlängerung über den Sankt-Lorenz-Strom nach Brossard ergänzt. Hinzu kommen westlich der Station Bois-Franc zwei neue Zweigstrecken zum Flughafen Montréal-Trudeau und nach Sainte-Anne-de-Bellevue. Das Streckennetz wird insgesamt 67 km lang sein und 26 Stationen haben, davon fünf im Tunnel. Alle Stationen werden barrierefrei zugänglich sein und Bahnsteigtüren enthalten. Ebenso werden sie mit Fahrradabstellanlagen, WLAN und Klimaanlagen ausgestattet sein. 13 Stationen werden mit Busbahnhöfen verbunden sein, 14 werden über Park-and-Ride-Anlagen verfügen und an drei Stationen werden Umsteigemöglichkeiten zur Metro Montreal bestehen.

### Hauptstrecke

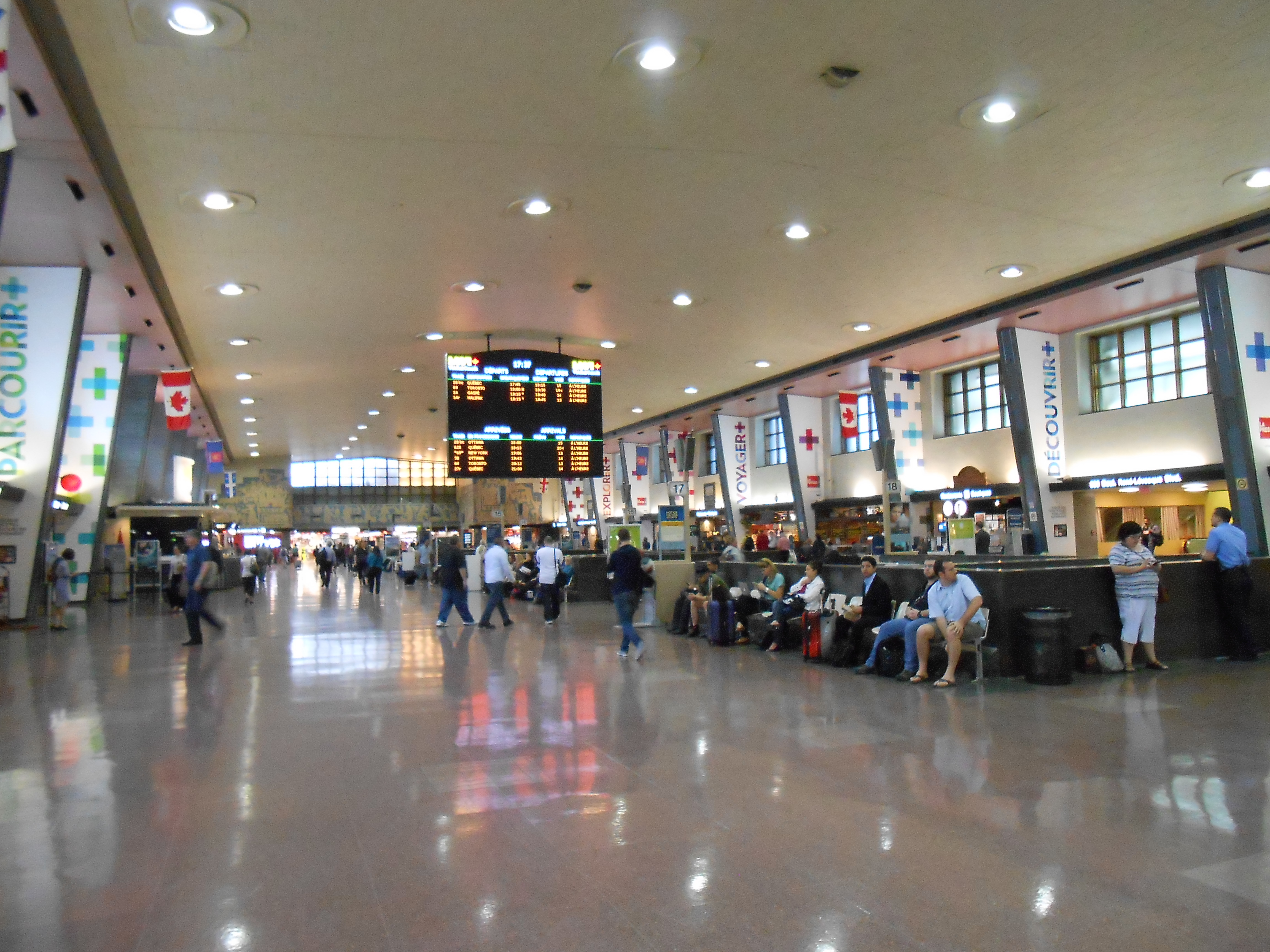
Gare Centrale

Südöstliche Endstation der Hauptstrecke ist Brossard. Von dort aus nutzt die Strecke zunächst den Mittelstreifen der Autoroute 10, der zuvor für Busse reserviert gewesen war. Um den Sankt-Lorenz-Strom zu überbrücken, nutzt das REM das Mitteldeck der neuen, 3440 Meter langen Pont Champlain zur Île des Sœurs, die bereits im Juni 2019 fertiggestellt wurde. Über eine weitere Brücke gelangt die Strecke auf die Île de Montréal, folgt den weitläufigen Bahnanlagen der Canadian National Railway (CN) und überquert den Lachine-Kanal, ehe sie auf dem Viaduc du Sud von CN den Gare Centrale erreicht.
Im Montrealer Hauptbahnhof beansprucht das REM die Fläche von 9 der 23 bisherigen Gleise. Vorhanden sind fünf Abstellgleise (Gleise 4 - 8), zwei Betriebsgleise (9 und 12) und ein breiter Mittelbahnsteig, der die bisherigen Gleise 10 und 11 überdeckt. Da die darüber gelegene Halle des Hauptbahnhofs denkmalgeschützt ist, wurden nur geringfügige Änderungen an den bestehenden Bahnsteigzugängen von diesem Raum aus vorgenommen. Im Hauptbahnhof bestehen Anschlüsse an die Fernzüge von VIA Rail und Amtrak und die Vorortzüge nach Mont-Saint-Hilaire. Über die Untergrundstadt erreichbar sind der Gare Lucien-L’Allier, der Terminus Centre-ville und die Metrostation Bonaventure. Zu letzterer wird ein neuer, direkterer Zugang geschaffen.
Vom Gare Centrale aus nutzt das REM die bestehende Deux-Montagnes-Strecke, die einzige elektrifizierte des Montrealer Vorortbahnnetzes. Im 4,8 km langen Mont-Royal-Tunnel, der unter dem Mont Royal hindurch führt und modernisiert werden muss, entstehen zwei neue Tunnelbahnhöfe, die das Umsteigen zur Metro ermöglichen werden: McGill unter der Avenue McGill College und Édouard-Montpetit. Letztere befindet sich 70 Meter unter der Oberfläche, weshalb hier vier Hochgeschwindigkeitsaufzüge installiert werden. Die neue Station Côte-de-Liesse wird zwischen zwei bereits bestehenden Stationen hinzugefügt, um das Umsteigen zur Vororteisenbahn nach Mascouche zu ermöglichen, da diese nicht mehr zum Gare Centrale verkehren kann.

### Zweigstrecken
Gemeinsamer Ausgangspunkt aller Zweigstrecken ist die Station Bois-Franc. Die bereits bestehende Deux-Montagnes-Strecke, die von hier aus bis zur Endstation Deux-Montagnes eingleisig war, wird ein zweites Gleis erhalten; darüber hinaus werden alle höhengleiche Bahnübergänge ersetzt. Die bestehenden Bahnhöfe der Strecke bleiben alle erhalten, müssen aber mit Bahnsteigtüren und höheren Bahnsteigen ausgestattet werden, die nur noch 80 Meter statt wie bisher 270 Meter lang sind. Um Kosten zu sparen, wird das Gleisbett weiterhin geschottert.
Eine neue Strecke von 16 km Länge zweigt bei einem Überwerfungsbauwerk westlich von Bois-Franc von der Deux-Montagnes-Strecke ab und führt in die Region West Island. Sie verläuft weitgehend auf einem Viadukt und nutzt auf etwa sechs Kilometern die Trasse der Dorney Spur, einer stillgelegten Güterbahn zwischen Autoroute 40 und Boulevard Hymus. Am Boulevard Saint-Jean wird das REM die Autoroute 40 überqueren und danach der Nordseite des Boulevard Morgan entlangführen. Die Endstation ist am Rande des Naturparks Anse-à-l’Orme auf dem Gebiet der Gemeinde Sainte-Anne-de-Bellevue vorgesehen.
Von der West-Island-Strecke zweigt eine weitere neue Strecke von 4,6 km Länge ab, die mit zwei Tunnelbahnhöfen den Technoparc Montreal und den Flughafen erschließt. Unter dem Marriott-Flughafenhotel war in den 1970er Jahren eine Station im Rohbauzustand errichtet worden. Die REM-Planer entschieden sich jedoch dazu, diese Bauvorleistung nicht zu nutzen, da der Zugang nur von Süden her problemlos möglich gewesen wäre. Für den Zugang aus nördlicher Richtung wären riskante Bohrungen unter den Fundamenten des Kontrollturms erforderlich gewesen. Stattdessen wird sich die Station 35 Meter unter dem Parkhaus des Flughafens befinden. Die Züge werden durch einen 3,5 km langen Tunnel fahren, der das Sumpfgebiet des Éco-Campus Hubert Reeves sowie die Start- und Landebahnen 06L-24R und 10-28 unterquert.

## Liste der Stationen
| Stationsname                     | Eröffnung  | Typ        | Anschlüsse                                                                                           | Lage   | Gemeinde/ Arrondissement             |
| -------------------------------- | ---------- | ---------- | --- | ------ | ------------------------------------ |
| Brossard                         | 31.07.2023 | ebenerdig  | RTL, exo                                                                                             | Koord. | Brossard                             |
| Du Quartier                      | 31.07.2023 | ebenerdig  | RTL                                                                                                  | Koord. | Brossard                             |
| Panama                           | 31.07.2023 | ebenerdig  | RTL, exo                                                                                             | Koord. | Brossard                             |
| Île-des-Sœurs                    | 31.07.2023 | Hochlage   | STM                                                                                                  | Koord. | Verdun                               |
| Griffintown–Bernard-Landry       | unbestimmt | Hochlage   | STM                                                                                                  | Koord. | Le Sud-Ouest                         |
| Gare Centrale                    | 31.07.2023 | Tunnel     | VIA Rail, Amtrak exo (Eisenbahn) Metrolinie 2 (Station Bonaventure) Terminus Centre-ville (RTL, STM) | Koord. | Ville-Marie                          |
| McGill                           | Q4 2024    | Tunnel     | Metrolinie 1, STM                                                                                    | Koord. | Ville-Marie                          |
| Édouard-Montpetit                | Q4 2024    | Tunnel     | Metrolinie 5, STM                                                                                    | Koord. | Côte-des-Neiges– Notre-Dame-de-Grâce |
| Canora                           | Q4 2024    | Einschnitt | STM                                                                                                  | Koord. | Côte-des-Neiges– Notre-Dame-de-Grâce |
| Ville-de-Mont-Royal              | Q4 2024    | Einschnitt | STM                                                                                                  | Koord. | Mont-Royal                           |
| Côte-de-Liesse                   | Q4 2024    | ebenerdig  | exo (Eisenbahn), STM                                                                                 | Koord. | Saint-Laurent                        |
| Montpellier                      | Q4 2024    | ebenerdig  | STM                                                                                                  | Koord. | Saint-Laurent                        |
| Du Ruisseau                      | Q4 2024    | ebenerdig  | STM                                                                                                  | Koord. | Saint-Laurent                        |
| Bois-Franc                       | Q4 2024    | ebenerdig  | STM                                                                                                  | Koord. | Saint-Laurent                        |
| Zweigstrecke nach Deux-Montagnes |            |            | |        |                                      |
| Sunnybrooke                      | Q4 2024    | Hochlage   | STM                                                                                                  | Koord. | Pierrefonds-Roxboro                  |
| Pierrefonds-Roxboro              | Q4 2024    | Hochlage   | STM                                                                                                  | Koord. | Pierrefonds-Roxboro                  |
| Île-Bigras                       | Q4 2024    | Hochlage   | STL                                                                                                  | Koord. | Laval                                |
| Sainte-Dorothée                  | Q4 2024    | Hochlage   | STL                                                                                                  | Koord. | Laval                                |
| Grand-Moulin                     | Q4 2024    | ebenerdig  | exo                                                                                                  | Koord. | Deux-Montagnes                       |
| Deux-Montagnes                   | Q4 2024    | Hochlage   | exo                                                                                                  | Koord. | Deux-Montagnes                       |
| Zweigstrecke nach Anse-à-l’Orme  |            |            | |        |                                      |
| Des Sources                      | Q4 2024    | Hochlage   | STM                                                                                                  | Koord. | Pointe-Claire                        |
| Fairview–Pointe-Claire           | Q4 2024    | Hochlage   | STM                                                                                                  | Koord. | Pointe-Claire                        |
| Kirkland                         | Q4 2024    | Hochlage   | STM                                                                                                  | Koord. | Kirkland                             |
| Anse-à-l’Orme                    | Q4 2024    | Hochlage   | STM, exo                                                                                             | Koord. | Sainte-Anne-de-Bellevue              |
| Zweigstrecke zum Flughafen       |            |            | |        |                                      |
| Marie-Curie                      | 2027       | Tunnel     | STM                                                                                                  | Koord. | Saint-Laurent                        |
| YUL-Aéroport-Montréal-Trudeau    | 2027       | Tunnel     | Flughafen Montréal-Trudeau                                                                           | Koord. | Dorval                               |

## Betrieb
Das REM wird an jedem Wochentag 20 Stunden lang in Betrieb sein (voraussichtlich 5 Uhr morgens bis 1 Uhr nachts). Die Zugfolge wird je nach Streckenabschnitt und Verkehrsaufkommen zwischen zweieinhalb und zehn Minuten betragen; bei Bedarf könnte sie bei 90 Sekunden liegen. Auf der Deux-Montagnes-Strecke sollen rund 150 Fahrten pro Werktag und Richtung angeboten werden, etwa dreimal mehr als bei den bisherigen exo-Vorortzügen. Alle Züge, die von den drei westlichen Zweigstrecken her kommen, sollen bis zur östlichen Endstation Brossard verkehren. Umgekehrt sollen alle in Brossard abfahrenden Züge abwechselnd zu einer der drei westlichen Endstationen fahren.
Für die Zugbeeinflussung wird das System Urbalis 400 von Alstom zur Anwendung gelangen, das auf der CBTC-Technologie (Communication-Based Train Control) beruht. Es ermöglicht die Ortung und das automatische Fahren von Zügen per Funk von einem Zentralrechner aus. Die Informationen auf dem Streckennetz werden in einer zentralen Iconis-Leitstelle von Alstom gebündelt und verwaltet. Dieses System wird seit 2012 auch bei der Metro Montreal eingesetzt.

## Fahrzeuge

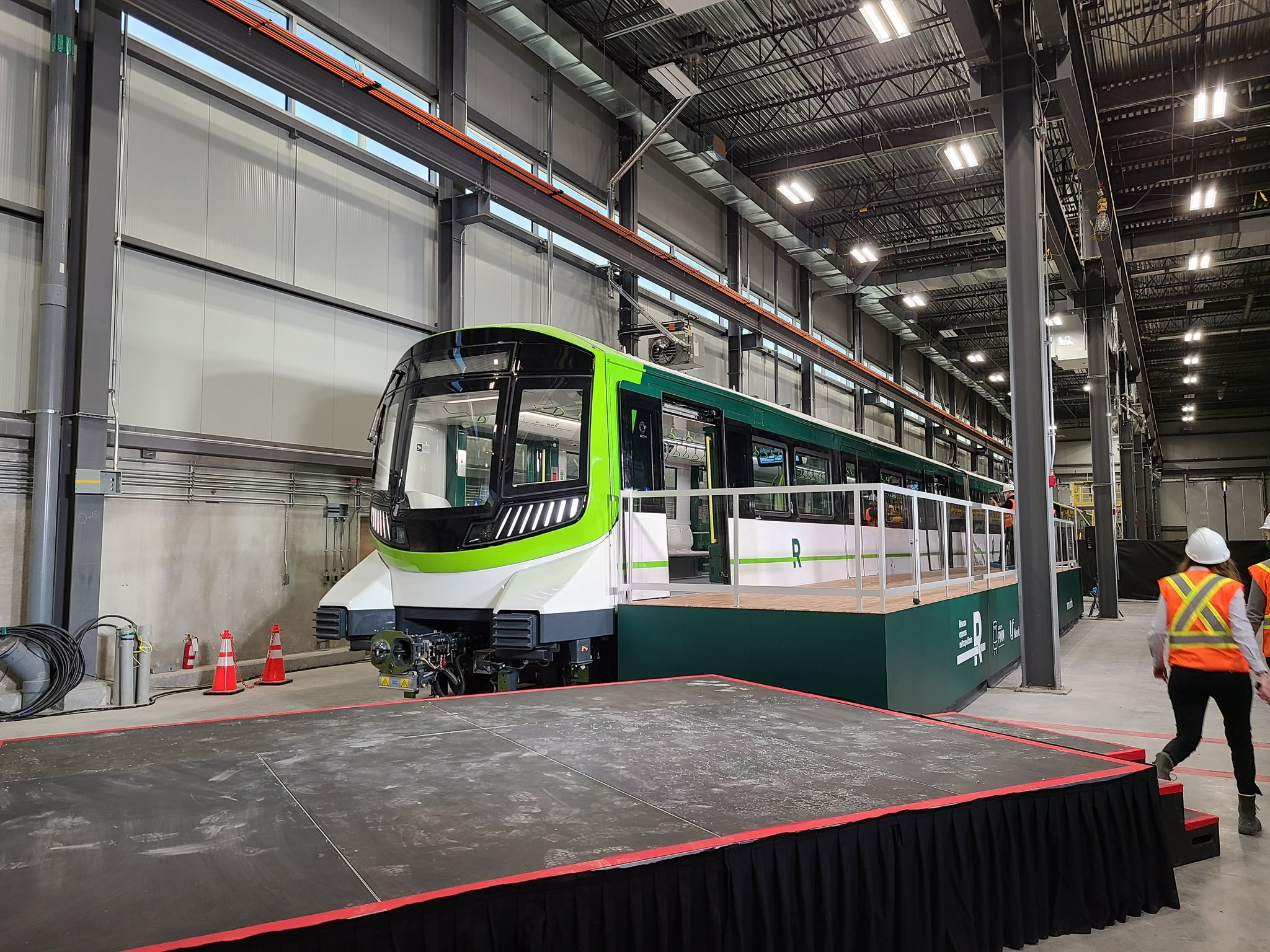
Alstom Metropolis

Auf dem REM werden fahrerlose elektrische Triebwagen (Automatisierungsstufe 4, also ohne Personal) des Typs Alstom Metropolis eingesetzt. Der Bahnstrom hat 1500 Volt Gleichspannung und wird von Stromabnehmern aufgenommen. Diese vergleichsweise hohe elektrische Spannung ist notwendig, um die über drei Kilometer lange Pont Champlain zu überqueren, ohne Unterwerke auf der ihr vorbehaltenen Fahrspur nutzen zu müssen. Die Wagen sind auf die klimatischen Bedingungen in Montreal (feuchtheiße Sommer, sehr kalte Winter) angepasst; sie verfügen über beheizte Türschwellen und Böden, beheizte automatische Kupplungen an den Enden, Eisschutzeinrichtungen, beheizte Windschutzscheiben, Eiskratzer an den Stromabnehmern und ähnliches. Ebenso fiel die Wahl auf Oberleitungen, da bei Stromschienen die Gefahr des Vereisens bestünde. Die Züge bestehen aus zwei durchgängig begehbaren Wagen, die bei Bedarf automatisch zu vierteiligen Zügen gekuppelt werden können. Die Kapazität eines Wagens beträgt 150 Personen (bei 4 Passagieren/m²), davon 30 auf Sitzplätzen.
Der französische Hersteller Alstom liefert 212 Wagen, die seit April 2018 in der Stadt Sricity in Indien gebaut werden. Ähnliche Modelle sind beispielsweise in Amsterdam, Barcelona und Warschau im Einsatz. Die ersten Wagen wurden am 16. November 2020 im bereits fertiggestellten Depot in Brossard angeliefert. Gewartet werden die REM-Züge im bereits bestehenden Betriebswerk von exo in Saint-Eustache nahe dem westlichen Ende der Deux-Montagnes-Zweigstrecke, das zu diesem Zweck umgebaut und erweitert wird.

## Vorgeschichte
Seinen Ursprung hat das REM in verschiedenen Bahnprojekten in Montreal seit dem frühen 20. Jahrhundert. 1918 stellte die Canadian Northern Railway den Mont-Royal-Tunnel fertig, damit ihre aus dem Norden kommenden Züge die Innenstadt direkter erreichen konnten. Durch die zusammen mit dem Tunnel betriebene Deux-Montagnes-Strecke wurde die Stadt Mont-Royal bedient, ein zur Finanzierung des Bauvorhabens errichteter Modellvorort beidseits der Gleise. Da die Belüftung des Tunnels für den Einsatz von Dampflokomotiven nicht ausreichte, war die Strecke von Anfang an elektrifiziert. 1982 übertrug die Canadian National Railway (CN) den Betrieb an die Société de transport de la Communauté urbaine de Montréal (STCUM), die spätere Agence métropolitaine de transport (AMT). Von 1993 bis 1995 erfolgte eine grundlegende Modernisierung der Strecke, 2014 ging sie in den vollständigen Besitz der AMT über (seit 2017 exo).

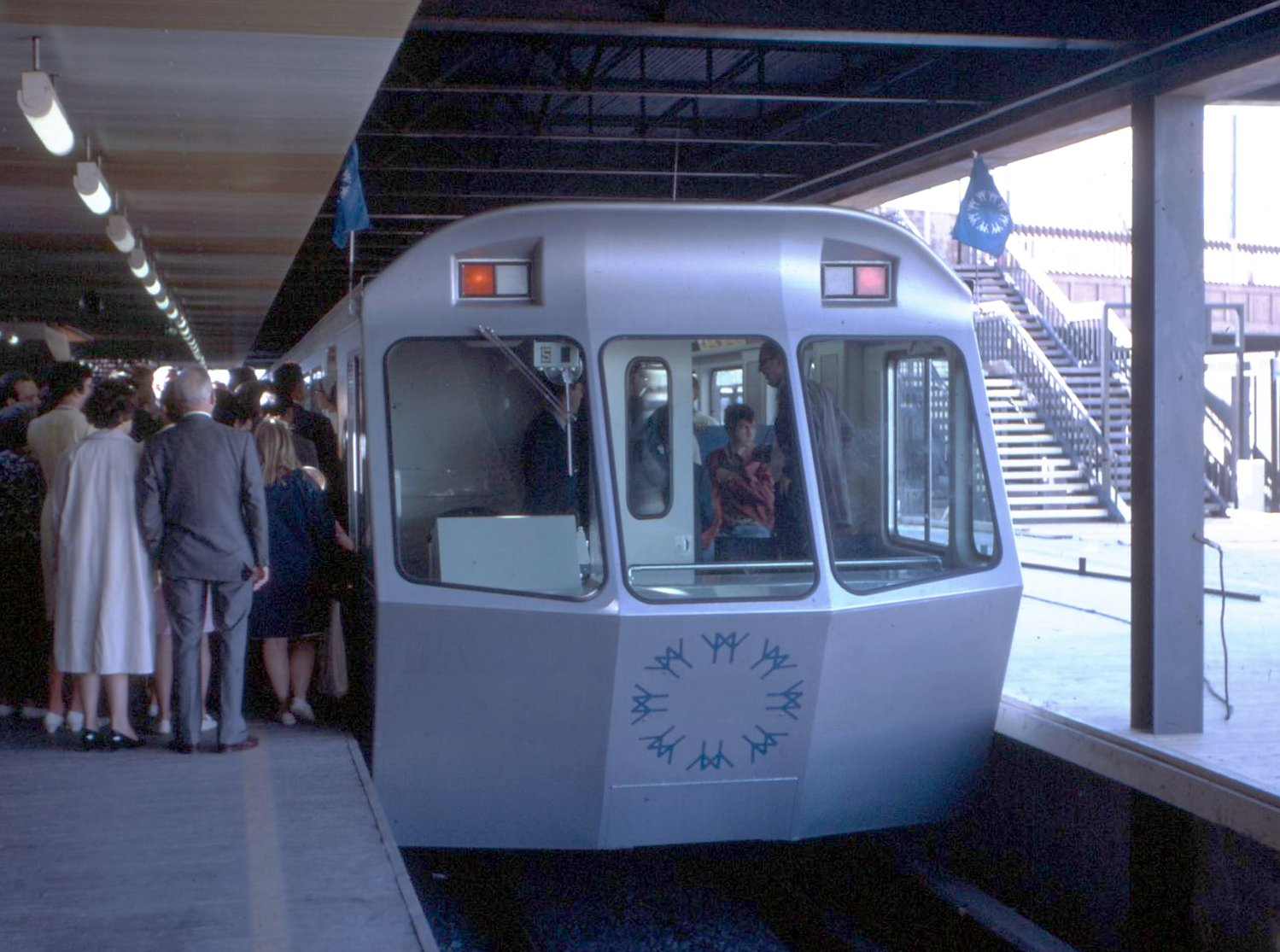
Expo Express

Als in den frühen 1960er Jahren die Metro Montreal entworfen wurde, war eine Linie 3 zwischen dem Stadtzentrum und den Vororten Cartierville und Sault-au-Récollet geplant, die den Mont-Royal-Tunnel nutzen sollte. Mit der Wahl Montreals als Austragungsort der Weltausstellung Expo 67 gaben die Planer dieses Projekt zugunsten der Metrolinie 4 auf. Während der Weltausstellung und eine Zeitlang danach verkehrte der Expo Express, eine vollautomatisierte Schnellbahn zwischen dem Hafen und dem Ausstellungsgelände auf zwei Inseln im Sankt-Lorenz-Strom. Die Stadt Montreal erwarb 1968 die Züge und hatte vor, sie auf der Deux-Montagnes-Strecke einzusetzen, doch die CN als Eigentümer der Strecke war nicht interessiert. Da die Stadt die Technik nicht an andere Städte verkaufen konnte, stellte sie schließlich im Oktober 1972 den Betrieb des Expo Express ein und baute die Strecke ab. Zur gleichen Zeit begann die Entwicklung eines neuen Typs automatisierter Nahverkehrssysteme mit einer Kapazität zwischen Bus und konventioneller U-Bahn. 1985 wurde das Konzept mit der Scarborough-Linie der Toronto Subway und mit dem Vancouver SkyTrain verwirklicht.
In den 1970er Jahren teilte auch Montreal die Begeisterung für Schnellbahnnetze (RER, BART) sowie hybride U-Bahn- und Vorortbahnnetze, z. B. mit dem Projekt TRRAMM (1974), das eine Verbindung zum Flughafen Montreal-Mirabel unter Einbezug der Deux-Montagnes-Strecke vorsah. Die damit verbundenen Kosten und der Wunsch der Regierung der Provinz Québec, die Zersiedelung einzudämmen, sprachen jedoch für kürzere Strecken. Die Provinzregierung untersuchte daher ab 1979 erneut die Umwandlung derselben Strecke in eine an der Oberfläche befindliche Metrolinie, verwarf aber auch diesen Plan etwa sechs Jahre später.

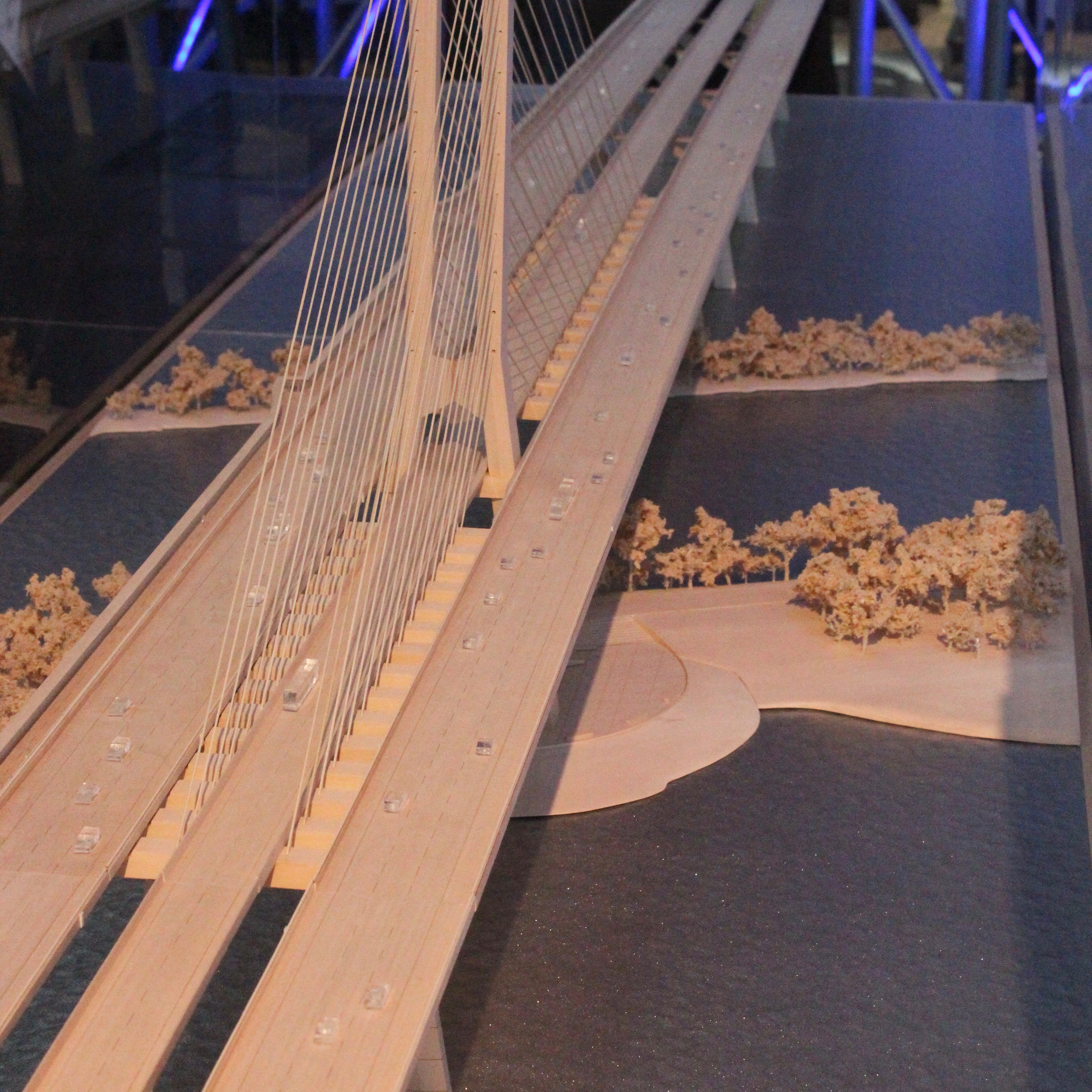
Modell der neuen Pont Champlain, der mittlere Brückenträger ist dem Schienenverkehr vorbehalten

1992 schlug die CN eine Einschienenbahn vor, die den Gare Centrale mit der Kreuzung der Autoroute 30 in Brossard verbinden sollte. Zwei Jahre später präsentierte die AEG ein automatisiertes Schienenverkehrsmittel namens Sprint, mit dem die beiden Ufer verbunden werden sollten. 1996 befasste sich die AMT ebenfalls mit der Frage und plante zunächst eine Straßenbahn. In den Jahren 2000 bis 2015 gab sie 22 Millionen CAD für Studien zur Umsetzung eines automatisierten Stadtbahnsystems nach dem Vorbild des SkyTrain aus. Seit den 2000er Jahren forderten die Gemeinden der Region West Island eine bessere Schienenanbindung. 2011 schlug die AMT den Train de l’Ouest vor: Zwei eigene Gleise parallel zur bestehenden Trasse der Canadian Pacific Railway (CP), die die Anzahl der Verbindungen zwischen dem Gare Lucien-L’Allier und Sainte-Anne-de-Bellevue verdreifachen würden. Andererseits wünschte der Betreiber des Flughafens Montréal-Trudeau einen Schienenanschluss und stellte ein eigenes Projekt für eine Anbindung an den Gare Centrale vor. Verhandlungen mit der CN zogen sich in die Länge und das Projekt entwickelte sich hin zu einer Stadtbahn, die in Richtung des Einkaufszentrums Fairview Pointe-Claire abzweigen würde.
Ebenfalls untersucht wurde die Möglichkeit, die verschiedenen Projekte miteinander zu verknüpfen, um Skaleneffekte zu erzielen. Der anstehende Neubau der Pont Champlain bot die ideale Gelegenheit dazu. Da auf der neuen Brücke ohnehin zwei Fahrspuren für den öffentlichen Nahverkehr reserviert waren, bat die kanadische Bundesregierung als Eigentümer der Brücke das Verkehrsministerium von Québec um eine Entscheidung, welches Schienenverkehrssystem zu bevorzugen sei. Im April 2013 teilte die Provinzregierung mit, dass sie sich für eine Stadtbahn entschieden habe, doch der Regierungswechsel im folgenden Jahr stellte dies wieder in Frage.
Philippe Couillard, der Premierminister von Québec, kündigte am 13. Januar 2015 an, dass die Caisse de dépôt et placement du Québec (CDPQ) den Auftrag erhalten habe, ein neues Schienenverkehrssystem für Montreal und Umgebung zu planen und zu bauen, zumal sie bereits große Erfahrung bei Investitionen in den öffentlichen Nahverkehr besitze. Am 22. April 2016 präsentierten Montreals Bürgermeister Denis Coderre und Michel Sapia, der CEO der CDPQ, der Öffentlichkeit das Großprojekt Réseau électrique métropolitain (seit Februar 2018 Réseau express métropolitain bzw. REM genannt) – ein aus dem Zusammenfügen mehrerer früherer Teilprojekte zu errichtendes Streckennetz von 67 km Länge, das die zahlreichen unterschiedlichen Bedürfnisse auf einen gemeinsamen Nenner bringen werde. Coderre führte aus, das REM mache Montreal 50 Jahre nach dem Bau der Metro wieder zu einer innovativen Metropole. Die Nationalversammlung von Québec verabschiedete am 27. September 2017 ein Gesetz, das der CDPQ die Umsetzung des Projekts ermöglicht.

## Projekt

### Ausschreibungen
Das Projekt wird von CDPQ Infra geleitet, einer Tochtergesellschaft der CDPQ. Am 28. Juni 2016 startete CDPQ Infra zwei parallele internationale Ausschreibungen: die erste für das Engineering, die Beschaffung und den Bau der Infrastruktur, die zweite für die Lieferung von Rollmaterial, automatischen Steuerungssystemen sowie Betriebs- und Wartungsdienstleistungen. Nach einer Qualifikationsphase gab CDPQ Infra am 10. November 2016 die vorausgewählten Kandidaten bekannt, die zur Teilnahme an den Ausschreibungen eingeladen wurden:
- Um die erste Ausschreibung bewarben sich das Konsortium Groupe NouvLR (bestehend aus SNC-Lavalin Grands Projets, Dragados, Aecon, Pomerleau, EBC und Aecom) und das Konsortium Kiewit-Eurovia (bestehend aus Kiewit, Eurovia, WSP Global und Parsons).[36]
- Um die zweite Ausschreibung bewarben sich Bombardier Transportation, das Konsortium Alliance Montréal Mobilité (bestehend aus Parsons, Hyundai Rotem, RATP Dev und Thales Canada) sowie die Partenaires pour la Mobilité des Montréalais (PMM, bestehend aus Alstom und SNC-Lavalin). Nicht zugelassen wurden die Bewerbungen von Ansaldo STS, Hitachi und China Railway International.[36]

Die endgültigen Angebote mussten am 27. Oktober 2017 eingereicht werden. Am 10. November – dem Datum, an dem CDPQ Infra die ausgewählten Lieferanten bekanntgeben wollte – musste das Verfahren verschoben werden, weil alle für den ersten Vertrag eingegangenen Angebote das geplante Budget überschritten. Die Vergabe der Aufträge wurde schließlich am 8. Februar 2018 bekanntgegeben. Das erste Baulos ging an das Konsortium Groupe NouvLR, das zweite an PMM.

### Finanzierung
Im April 2016 wurden die Baukosten zunächst auf 5,5 Milliarden CAD geschätzt. Nach der Hinzufügung dreier weiteren Stationen (Bassin Peel, McGill, Édouard-Montpetit) stieg der prognostizierte Betrag im November desselben Jahres auf 5,9 Milliarden, im März 2017 dann auf 6 Milliarden. Trotz der Streichung der Station Bassin Peel erreichte das Projekt nach einer letzten Aktualisierung im Februar 2018 den Stand von 6,32 Milliarden. Die CDPQ hat sich dazu verpflichtet, 51 % des Kapitals beizusteuern, falls Bundes- und Provinzregierung die restlichen 49 % zur Verfügung stellen.
Die Provinz Québec beschloss im März 2017, direkt 1,283 Milliarden CAD (24,5 %) zu investieren. Zusätzlich wird die Provinzregierung indirekt über Hydro-Québec gegen eine kommerzielle Vereinbarung und über die Autorité régionale de transport métropolitain (ARTM) 807 Millionen zuschießen, um die von der CDPQ in Erwägung gezogenen Einnahmen aus der Landnahme zu ersetzen. Im Juni 2017 gab die Bundesregierung bekannt, dass sie ebenfalls 1,283 Milliarden bereitstellen wird. Nach der Genehmigung des Projekts betraute die CDPQ ihre Tochtergesellschaft CDPQ Infra mit der Umsetzung und dem Betrieb. Eine weitere Tochtergesellschaft namens InfraMtl übernahm die Umbauarbeiten an den bereits bestehenden Anlagen im Gare Centrale und im Mont-Royal-Tunnel. Es wird angenommen, dass die Bauarbeiten 7500 temporäre und 1000 dauerhafte Arbeitsplätze schaffen sowie Investitionen entlang der Strecken im Wert von 5 Milliarden CAD generieren.

### Kritik
Ein vom Bureau d'audiences publiques sur l’environnement (BAPE) erstellter und am 20. Januar 2017 veröffentlichter Bericht kritisierte bestimmte Aspekte des Projekts. Das BAPE wies insbesondere auf die fehlenden Informationen seitens der CDPQ bezüglich des Finanzmodells sowie zu den Auswirkungen auf die Fahrgastzahlen der bestehenden öffentlichen Verkehrsnetze hin. Das BAPE war außerdem der Ansicht, dass CDPQ Infra seinen Transparenzverpflichtungen nicht nachkomme, indem es keine rechtzeitigen Informationen über die erwarteten Fahrgastzahlen der drei REM-Zweigstrecken lieferte. Ohne diese Informationen wäre eine Genehmigung des Projekts „verfrüht“.
Es wird befürchtet, das REM würde mit den bestehenden Montrealer Vororteisenbahnen konkurrieren und dadurch riskieren, die Kundschaft der Strecken nach Vaudreuil-Hudson und Candiac auf sich zu lenken, was deren eventuelle Schließung nach sich ziehen könnte. Darüber hinaus würde das REM durch die Monopolisierung des Eisenbahntunnels unter dem Mont Royal die Verwirklichung einer von VIA Rail vorgeschlagenen Hochgeschwindigkeitsstrecke von Montreal über Trois-Rivières nach Québec erschweren.
Zu den Begründungen, die die CDPQ für den Bau des REM anführte, gehört die Reduzierung der Kohlenstoffdioxid-Emissionen. Dennoch forderten Umweltschützer, das Projekt einem neuen Klimatest zu unterziehen, um die Auswirkungen auf den Ausstoß von Treibhausgasen besser abschätzen zu können.

### Umsetzung

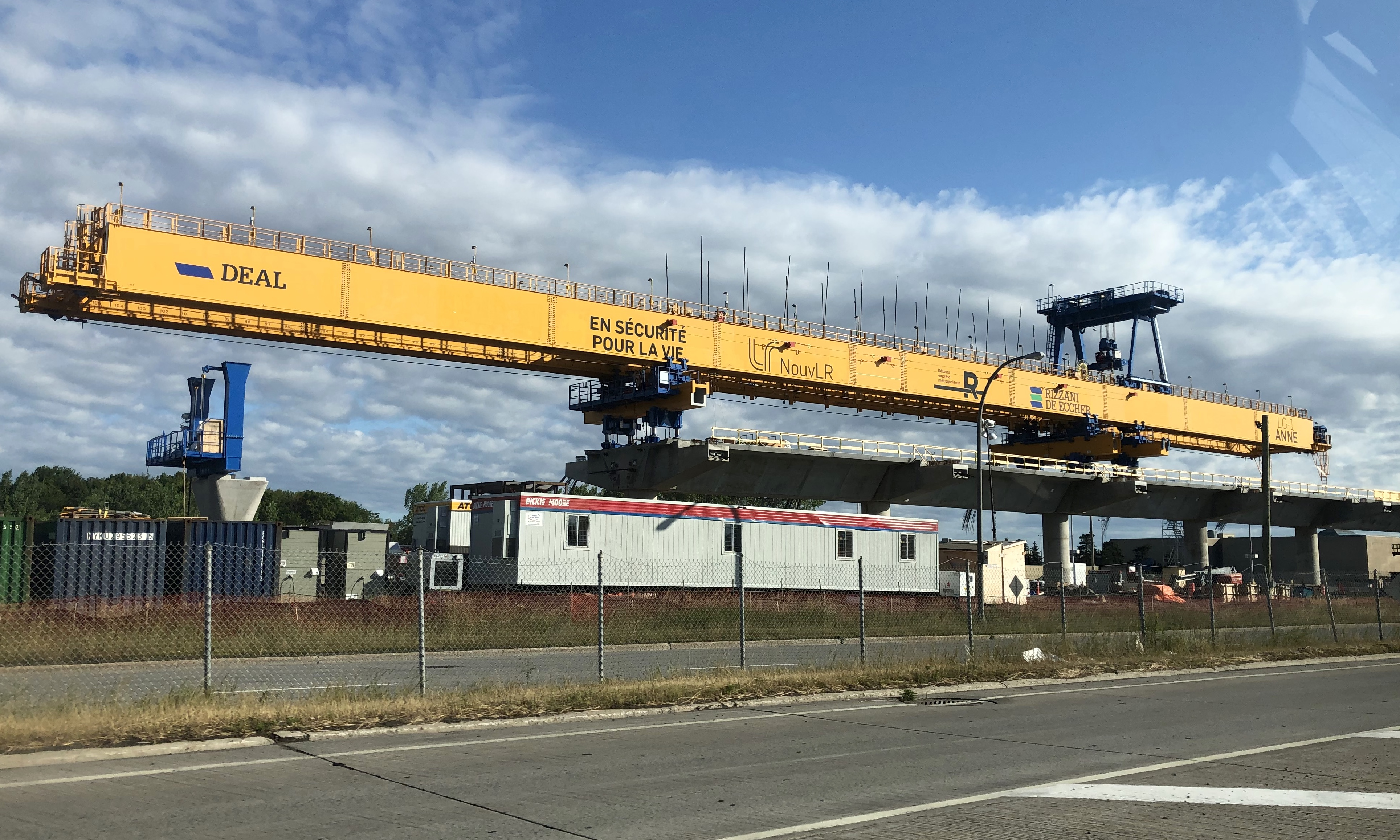
Vorbaugerüst in Sainte-Anne-de-Bellevue (August 2019)

Ursprünglich für Herbst 2017 geplant, begann der Bau des REM offiziell am 12. April 2018 mit dem symbolischen Spatenstich. Der erste Teil des Streckennetzes zwischen Brossard und dem Gare Centrale sollte im Sommer 2022 in Betrieb gehen, verzögerte sich aber um ein Jahr und wurde schließlich am 31. Juli 2023 eröffnet. Der Großteil des Netzes soll bis Ende 2024 in Betrieb genommen werden. Die geplante Inbetriebnahme des Abschnittes zum Flughafen wurde mehrfach verschoben, derzeit wird von 2027 ausgegangen.
Die Bauarbeiten am REM begannen in der Region Rive-Sud mit der Umgestaltung des Mittelstreifens der Autoroute 10 zur Aufnahme von Gleisen. Sie setzten sich fort mit dem Bau von zwei Viadukten, drei Brücken und fünf Stationen bis zum Gare Centrale. Der Bau der westlichen Zweigstrecken begann im Herbst 2018 mit dem Abriss einer Eisenbahnbrücke über der Autoroute 40, gefolgt vom Bohren eines Tunnels zum Flughafen mithilfe einer Tunnelbohrmaschine und dem Bau eines Viadukts zum Naturpark Anse-à-l’Orme unter Verwendung zweier Vorbaugerüste. Auf dem bestehenden Streckenabschnitt zwischen dem Gare Centrale und Du Ruisseau begannen im Juni 2018 die Erneuerung der Infrastruktur und der Ersatz der alten Bahnhöfe, was abwechselnd die Sperrung eines der beiden Gleise zur Folge hatte. Vom 11. Mai 2020 an verkehrten auf diesem Abschnitt keine Nahverkehrszüge mehr.
Auf dem Rest der Deux-Montagnes-Strecke begannen die Arbeiten 2019 mit der Rekonstruktion beider Eisenbahnbrücken zur Île Bigras, sodass der Betrieb länger als ursprünglich geplant aufrechterhalten werden konnte. Anschließend ging es mit der Absenkung der bestehenden höhengleichen Kreuzungen weiter. Seit dem 1. Januar 2021 ist die Deux-Montagnes-Strecke auf ihrer ganzen Länge stillgelegt. Neben der Aufrechterhaltung des bestehenden Bahnbetriebs bis Ende 2020 war die größte Herausforderung des Projekts die vollständige Modernisierung des über hundertjährigen Mont-Royal-Tunnels und dessen Ergänzung um die neuen Tunnelbahnhöfe McGill und Édouard-Montpetit. Letzterer liegt 70 Meter unter der Oberfläche und 58 Meter unter der hier kreuzenden Metrolinie 5. Der sehr harte Fels in diesem dicht besiedelten Gebiet erforderte beim Bau des Hauptschachts den Einsatz vieler kleiner kontrollierter Sprengladungen, überwacht von rund zwanzig Seismographen. Die dabei entstandenen Gesteinsbrocken wurden dann mit einem Kran ausgebaggert und mit Lastwagen abtransportiert.

## REM de l’Est
CDPQ Infra, die Provinzregierung von Quebec und die Stadt Montreal kündigten am 15. Dezember 2020 die zweite Phase des Réseau express métropolitain an, die den Spitznamen REM de l’Est tragen und den nördlichen Teil der Île de Montréal erschließen soll. Bei Kosten von rund 10 Milliarden CAD sollen die Bauarbeiten an diesem Abschnitt im Jahr 2023 beginnen und etwa 2029 abgeschlossen sein.
Das REM de l’Est wird 23 neue Stationen an einer Hauptstrecke und zwei Streckenästen umfassen, die zusammen 32 km lang sein werden. Die Hauptstrecke soll am Boulevard René-Lévesque beim Gare Centrale beginnen und in nördlicher Richtung entlang der Rue Notre-Dame bis zur Kreuzung der Rue Dickson und der Avenue Souligny führen. Dieser erste Abschnitt wird größtenteils an der Oberfläche verlaufen, um den Platzbedarf zu minimieren. Die östliche Zweigstrecke soll entlang der Avenue Souligny bis zur Autoroute 25 und anschließend entlang der Rue Sherbrooke bis zur Endstation beim Bahnhof Pointe-aux-Trembles verlaufen, wo es eine Umsteigemöglichkeit zur Vororteisenbahn nach Mascouche geben soll. Die westliche Zweigstrecke soll größtenteils im Tunnel unter dem Boulevard de l’Assomption und dem Boulevard Lacordaire folgen, bis zum Cégep Marie-Victorin im Arrondissement Montréal-Nord.
Das REM de l’Est soll eine Stadtbahn sein, die zu denselben Zeiten wie die Montrealer Metro in Betrieb sein soll; während der Hauptverkehrszeit soll alle zwei bis vier Minuten ein Zug verkehren. Die aus zwei Wagen zusammengesetzten Züge sollen zu 100 % automatisiert sein, wobei der Strom von der Oberleitung bezogen werden soll. Die Stationen sollen über 40 Meter lange Bahnsteige mit Bahnsteigtüren verfügen und vollständig barrierefrei zugänglich sein.